# Mozdokskij rajon
Il Mozdokskij rajon (in russo Моздокский район?) è uno degli otto rajony nei quali è divisa l'Ossezia Settentrionale-Alania; ha come capoluogo Mozdok. Occupa una superficie di 1.080 chilometri quadrati e sono stati censiti nel 2010 86.921 abitanti.